# Rufus Zuphall
Rufus Zuphall ist eine deutsche Progressive-Rock-Band aus Aachen.

## Geschichte
Gegründet wurde die Band 1969 von Günter Krause (Gitarre, Gesang), Helmut Lieblang (Bass), Klaus Gülden (Querflöte) und Udo Dahmen (Schlagzeug). In ihren Stücken verschmelzen die Musiker britischen Folk, Blues und Rock mit Jazz- und Klassikelementen zu einem eigenen, oftmals instrumental geprägten Stil. Eine Besonderheit dieser Gruppe, die meist als „Krautrockband“ bezeichnet wird, ist die Verwendung der Querflöte, was bisweilen zu Vergleichen mit der englischen Band Jethro Tull führt. Darüber hinaus lebt ihre Musik von freien Liedstrukturen, psychedelischen Elementen und dem Hang zu lang andauernden Stücken. Von Anfang an harmonierte das Songschreiber-Duo Helmut Lieblang (Texte) und Günter Krause (Musik), so dass der überwiegende Teil des Repertoires dieser Band aus ihrer Feder stammt.
Durch die Grenznähe spielte Rufus Zuphall zunächst mehr in den Niederlanden und in Belgien, wo sie 1970 vor 30.000 Zuschauern ihren Durchbruch beim Jazzfestival in Bilzen feiern konnte. Neben Musikern wie Black Sabbath und Cat Stevens begeisterte sie dort als einzige Amateurband auf der Hauptbühne das Publikum. Im Dezember 1970 nahm sie innerhalb von drei Tagen ihre erste LP Weiß der Teufel auf, dessen Titelstück von über 17 Minuten Länge (mit eingebautem „Summertime“) bald als Klassiker des Genres galt. Weitere Stücke, wie Spanferkel oder Knight of Third Degree erlangten Bekanntheit. Trotz schlechter Vertriebsbedingungen wurde die LP ein Verkaufserfolg. 
Auf dem zweiten Album erweitert sich das Instrumentarium, und damit auch der Ausdruck und die Stilbreite. Neben der immer noch prominenten Querflöte runden Clavinet, Mellotron und 12-saitige Gitarren den Gesamtklang ab, der sich einerseits in Richtung härterer Rock entwickelt hat, andererseits aber auch die lyrischen Momente besonders auskostet. Insgesamt wirkt das zweite Album extremer, die Arrangements gefestigter als beim Vorgänger.
Bevor ihre geplante dritte LP, Avalon, fertiggestellt war, beschlossen die Musiker, aus musikalischen wie persönlichen Gründen zukünftig getrennte Wege zu gehen. Die zur Hälfte fertiggestellte LP erschien dann auch erst über 20 Jahre später als Avalon and On, aufgefüllt mit Live-Aufnahmen aus den Jahren 1970 und 1971.
Nach der Trennung versuchten Udo Dahmen und Manfred Spangenberg mit neuem Flötisten und Gitarristen die Band am Leben zu halten, was letztlich misslang, sodass sich Rufus Zuphall 1973 endgültig auflöste.
1999 entschlossen sich die ehemaligen Mitglieder zu einer Wiedervereinigung und spielten in Originalbesetzung, erweitert durch den Hammond-Orgel- und E-Pianospieler Gero Körner ein Konzert auf Burg Wilhelmstein in Würselen bei Aachen. Udo Dahmen beließ es aus Zeitgründen bei diesem einen Konzert. An seine Stelle rückte als Schlagzeuger Roland Hegel, zwischenzeitlich kurz vertreten durch Horst Schiffers. Im Jahr 2000 veröffentlichte Rufus Zuphall die CD Colder than Hell – Live 2000 auf dem Label Fünfundvierzig. Zuletzt erschien im Dezember 2007 die Doppel-CD Outside the Gates of Eden auf dem Label Long Hair, ein Live-Mitschnitt aus dem Club „Spirit of 66“ in Verviers/Belgien. Produziert wurde diese Aufnahme vom Deutschlandradio (Deutschlandfunk). Die Band spielte bzw. spielt bis heute in diversen Clubs und auf zahlreichen Festivals, etwa dem Millennium Open Air in Altenburg, auf dem Herzberg Festival oder dem Woodstöckchen Open Air in Gressenich.

## Diskografie
- 1970: Weiß der Teufel
- 1970: Walpurgisnacht / Spanferkel (7")
- 1971: Phallobst
- 1994: Avalon and On
- 2000: Colder than Hell (live)
- 2007: Outside the Gates of Eden (live)